# 1878 en Italie
Chronologie de l'Italie
- 1874
- 1875
- 1876
- 1877
- 1878
- 1879
- 1880
- 1881
- 1882

Chronologie de l'Europe

## Événements

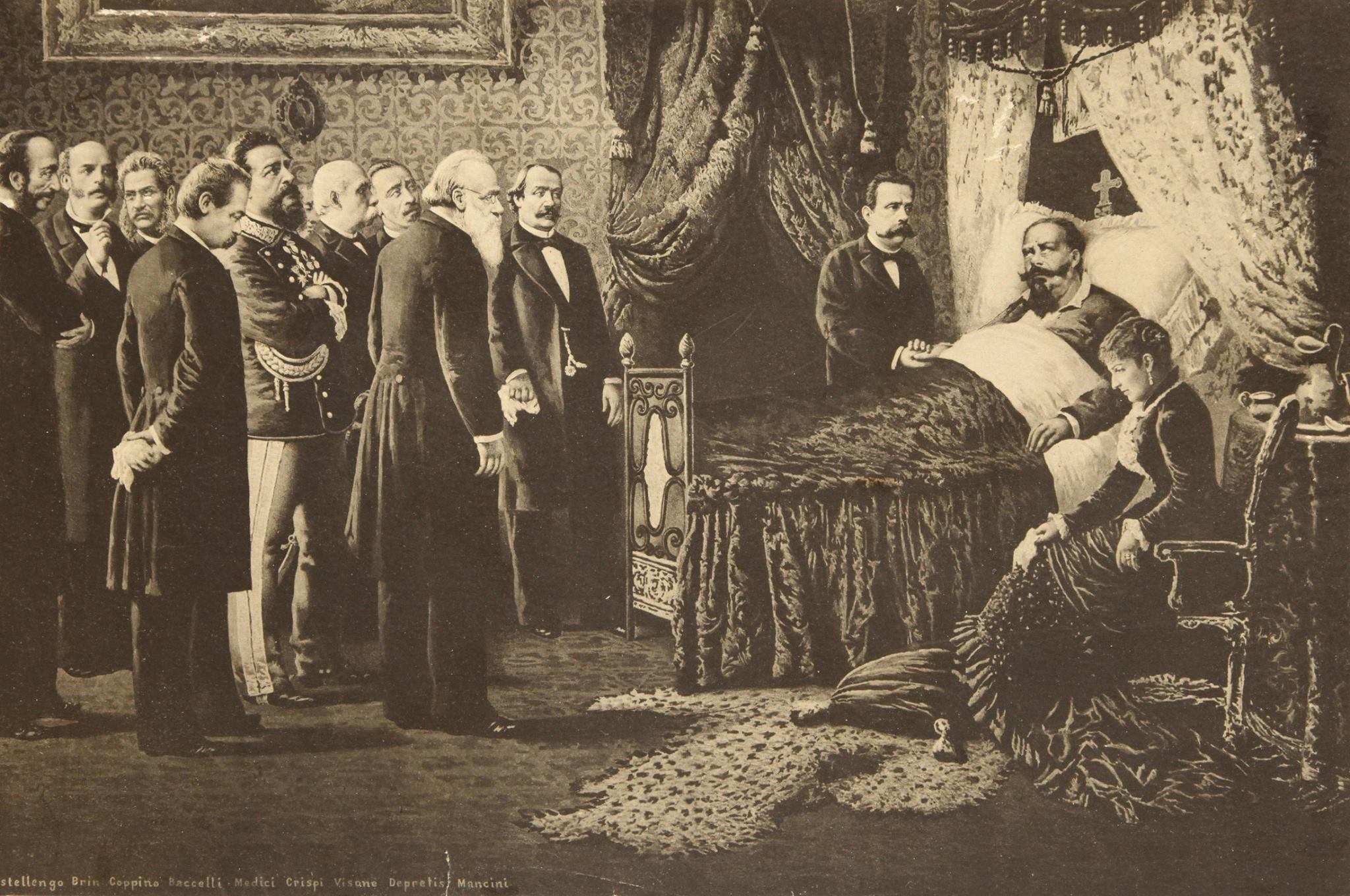
9 janvier : les derniers moments de Victor-Emmanuel II de Savoie, lithographie de Ettore Ximenes, v. 1878

- 9 janvier : mort de Victor-Emmanuel II ; le roi Humbert Ier (Umberto Ier) monte sur le trône d'Italie[1] (fin du règne en 1900).

- 20 février : début du pontificat de Léon XIII (fin en 1903)[2].

- 24 mars : démission de Depretis. Benedetto Cairoli devient président du Conseil italien (Gouvernement Cairoli I)[3].

- 13 juin- 13 juillet :  l’Italie participe au congrès de Berlin et plaide sans succès pour l’acquisition de la province de Trente. Le plénipotentiaire italien revient « les mains propres »[4]. Le représentant britannique déclare ne plus s’opposer à la présence française en Tunisie à la grande irritation du gouvernement italien qui va dès lors s’efforcer d’obtenir pour lui seul le protectorat de la Tunisie. Lors du Congrès, le consul italien Maccio tente de briser le monopole de la France sur la construction de lignes télégraphiques en Tunisie en cherchant à obtenir la construction d’une liaison entre Tunis et la Sicile[5].
- 7 juillet : abolition de la taxe sur la mouture. Cette mesure n'est appliquée que progressivement[6].

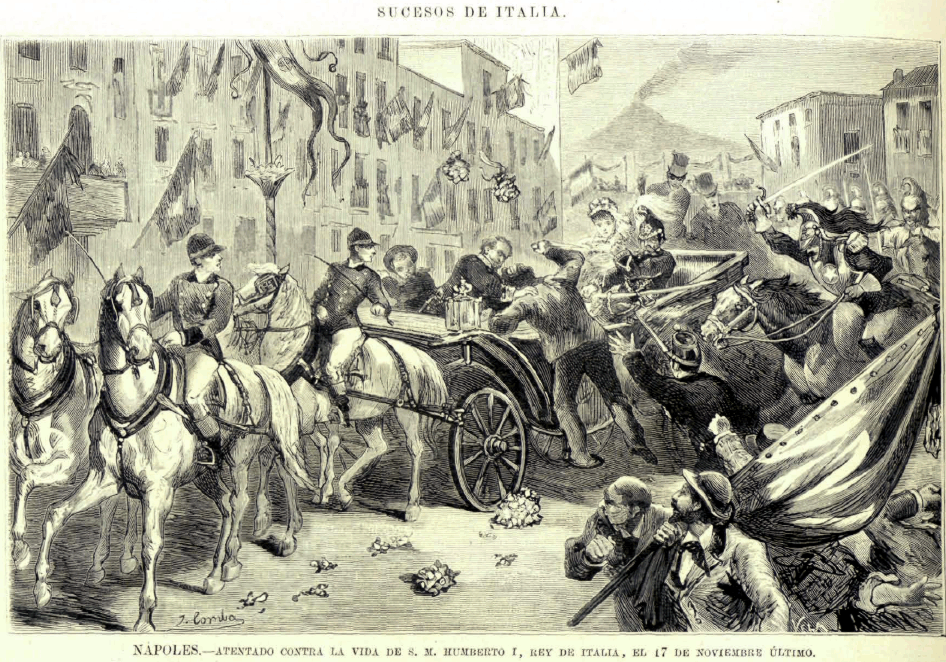
Attentat de Passanante.

- 17 novembre : attentat manqué contre le roi Humbert Ier à Naples par un jeune anarchiste, Giovanni Passannante.  Il fournit le prétexte à des actions répressives contre les militants internationalistes. Deux autres attentats ont lieu à Florence le 18 novembre et à Pise le 20 novembre sur le parcours de manifestations de soutien à la famille royale[7].

- 19 décembre : démission de Benedetto Cairoli. Agostino Depretis forme un nouveau gouvernement en assurant le ministère de l’Intérieur et des Affaires étrangères[8].

## Naissances en 1878
- 21 juin : Angelo Fortunato Formiggini, philosophe et éditeur. († 29 novembre 1938)

## Décès en 1878
- 5 janvier : Alfonso Ferrero, marquis de La Marmora, 73 ans, général et homme d'État, un des principaux acteurs du Risorgimento. (° 17 novembre 1804)
- 9 janvier : Victor-Emmanuel II, 57 ans, prince de la maison de Savoie, duc de Savoie, roi de Sardaigne, puis premier roi d'Italie de 1861 jusqu'à sa mort. (° 14 mars 1820)
- 21 avril : Temistocle Solera, 62 ans, poète et librettiste, auteur des livrets de plusieurs opéras de Verdi. (° 25 décembre 1815)
- 10 juin : Tranquillo Cremona, 41 ans, peintre. (° 10 avril 1837)
- 21 juin : Giovanni Moriggia (it), 82 ans, peintre portraitiste, connu également pour ses peintures religieuses. († 29 février 1796)
- 4 août : Giorgio Pallavicino Trivulzio, 82 ans, homme politique, patriote de l'Unité italienne, député du royaume de Sardaigne de 1849 à 1860. († 24 avril 1796)
- 5 novembre : Domenico Induno, 63 ans, artiste peintre et patriote du Risorgimento. (° 14 mai 1815)
- 28 novembre : Marco Aurelio Zani de Ferranti, 76 ans, musicien, guitariste virtuose et compositeur pour son instrument.  (° 23 décembre 1801)